# Elecciones al Senado de Filipinas de 2025
Las elecciones al Senado de Filipinas de 2025 fue la 35.ª elección de la cámara alta del Congreso de Filipinas. La elección se llevó a cabo el 12 de mayo de 2025, en el mismo día se realizaron las elecciones a la cámara de Representantes. En esta elección se eligieron los 12 de los 24 escaños del Senado, se necesitan 13 para la mayoría.
Los escaños de los 12 senadores electos en 2019 se disputan en esta elección. Los senadores electos de esta elección se unirán a los senadores electos en las elecciones de 2022. Dado que los candidatos a esta elección y presidenciales aparecen en la misma papeleta el día de las elecciones, los candidatos presidenciales pueden presentar o respaldar una lista de candidatos senatoriales.

## Antecedentes
En las elecciones de 2022, el UniTeam, que respaldó las candidaturas del eventual presidente Bongbong Marcos y la vicepresidenta Sara Duterte, obtuvo una pluralidad de escaños en el Senado de Filipinas. En vísperas de la apertura del XIX Congreso, Cynthia Villar y Migz Zubiri, ambos candidatos del UniTeam, eran considerados los favoritos para suceder al presidente del Senado, Tito Sotto, quien dejó el Senado tras el fin de su mandato. Después de que Zubiri presuntamente obtuviera suficientes votos para ser elegido presidente del Senado y las negociaciones para un acuerdo de reparto de mandatos fracasaran, Villar se retiró de la contienda, dejando a Zubiri sin oposición para la presidencia del Senado.
El mandato de Zubiri como presidente del Senado estuvo marcado por las especulaciones sobre posibles intentos de destituirlo. Dicha especulación fue confirmada por la senadora Imee Marcos, quien declaró que existían planes para destituir a Zubiri de la presidencia del Senado, atribuyendo dichos esfuerzos a presiones externas al Senado. El 20 de mayo de 2024, Zubiri renunció a la presidencia del Senado después de que 15 senadores expresaran su apoyo para destituirlo. El senador Francis Escudero fue nominado como su sucesor y fue elegido sin objeciones.
Durante su mandato en el gobierno, tras las amplias victorias electorales de UniTeam, Duterte comentó que UniTeam ya había cumplido su propósito, pero afirmó que la alianza seguía intacta. Tras la creciente tensión entre los clanes políticos de Marcos y Duterte, Duterte renunció a sus cargos de Secretaria de Educación y Covicepresidenta del Grupo de Trabajo Nacional para Poner Fin al Conflicto Armado Comunista Local. Los observadores políticos interpretaron la renuncia de Duterte a sus cargos en la administración de Marcos como una confirmación del colapso del UniTeam. Algunos la etiquetaron como una posible "líder de la oposición", una etiqueta que ella rechazaría, alegando que "seguía siendo amiga" de Marcos.
El politólogo Julio C. Teehankee observó que es improbable que se forme una coalición amplia y unida en 2025, dado que el Partido Liberal, la oposición política tradicional desde 2016, tiene más en común con la administración gobernante de Marcos, y señaló que "tiene poco sentido debatir" qué facción política es la verdadera oposición, destacando las diversas motivaciones para oponerse a un gobierno en el poder.

## Sistema electoral
Filipinas tiene un Senado de 24 miembros elegidos en general. Cada tres años desde 1995, se disputan 12 de los 24 escaños. Para 2022, se disputarán los escaños salientes electos en 2016. Cada elector tiene 12 votos, de los cuales se puede votar de uno a doce candidatos, o un voto múltiple intransferible; los doce candidatos con más votos son elegidos.
Los senadores están limitados a servir dos mandatos consecutivos, aunque son elegibles para un tercer y sucesivo mandato no consecutivo. Solo la mitad de los escaños están disponibles en cada elección senatorial. Los senadores ganadores sucederán a los elegidos en 2016 y se unirán a los elegidos en 2019 para formar el XIX Congreso.
Cada partido o coalición respalda una lista de candidatos, que por lo general no excede el número de 12 personas. Un partido también puede optar por invitar a candidatos a completar su lista. El partido puede incluso incluir, con el consentimiento de los candidatos, candidatos independientes y candidatos de otros partidos como candidatos invitados del partido. Los partidos también pueden formar coaliciones para respaldar una lista de candidatos multipartidista.
Los candidatos ganadores son proclamados por la Comisión de Elecciones (COMELEC), que forma parte de la Junta Nacional de Escrutadores (NBOC). La NBOC generalmente proclama a los senadores electos por lotes, si ese candidato ya no puede obtiene un lugar menor que el duodécimo en el recuento. Las disputas posteriores a la proclamación son manejadas por el Tribunal Electoral del Senado, un organismo compuesto por seis senadores y tres magistrados de la Corte Suprema.